# Universal Subscriber Identity Module
Nella telefonia mobile l'Universal Subscriber Identity Module o USIM è un metodo d'accesso ai servizi di telefonia cellulare e di servizi dati. Si basa sull'autenticazione dell'abbonato ai servizi tramite i dati immagazzinati su un supporto fisico che, a differenza della telefonia GSM o UMTS, è una smart card.

## Caratteristiche
Le USIM hanno le dimensioni fisiche tipiche delle SIM, rispetto a queste ultime è stato introdotto un terzo fattore di forma (12 × 15 mm) con lo scopo di consentirne l'utilizzo in terminali mobili di ridotte dimensioni. Questo fattore di forma, inizialmente usato in particolar modo da 3 per scoraggiare l'uso di apparecchi in comodato d'uso con altri operatori, al 2015 è sempre più diffusa. La USIM card solitamente memorizza le credenziali necessarie all'autenticazione del cliente (algoritmi di autenticazione e chiavi di sicurezza), i dati privati del cliente, quali la rubrica telefonica personale (nome, numero di telefono, secondo numero di telefono, secondo nome, e-mail, gruppi) ed i messaggi SMS, nonché alcune informazioni tipiche dell'operatore mobile che distribuisce la USIM (come la lista delle reti preferite).
I dettagli sulle caratteristiche delle USIM possono essere reperiti direttamente dalla specifica tecnica 3GPP TS 31.102 scaricabile dal sito del 3GPP.